# Miltogramma drabermonkoi
Miltogramma drabermonkoi är en tvåvingeart som beskrevs av Yu. G. Verves och Szpila 2008. Miltogramma drabermonkoi ingår i släktet Miltogramma och familjen köttflugor.
Artens utbredningsområde är Ukraina. Inga underarter finns listade i Catalogue of Life.